# Reinaldus Augustinus Theodorus Maria van Rijckevorsel
Jhr. Reinaldus Augustinus Theodorus Maria van Rijckevorsel (Nijmegen, 13 november 1907 – Heerlen, 28 juni 1976) was een Nederlands politicus.

## Biografie
Van Rijckevorsel studeerde af aan de Rijksuniversiteit Utrecht in de rechten waarna hij volontair werd bij de gemeente Beek. In januari 1937 werd hij burgemeester van Gulpen. In juli 1943 werd hij met onmiddellijke ingang ontslagen waarop Gulpen een NSB-burgemeester kreeg. Na de bevrijding keerde Van Rijckevorsel terug als burgemeester van Gulpen wat hij tot zijn pensionering in 1972 zou blijven. In 1976 overleed Van Rijckevorsel op 68-jarige leeftijd.

## Familie
Hij werd geboren als zoon van jhr. mr. dr. Augustinus Bernardus Gijsbertus Maria van Rijckevorsel (1882-1957) en jkvr. Jeanne Eulalie Marie Serraris (1881-1949). Zijn vader is Tweede Kamerlid en commissaris van de Koningin geweest. Zijn vader werd in 1936 in de Nederlandse adel opgenomen met het predicaat jonkheer waardoor zijn kinderen vanaf toen ook tot de adel gingen behoren met hetzelfde predicaat. Hij trouwde in 1937 met jkvr. Jeanne Marie Pauline Cermaine van Aefferden (1915-2006). Zij was een telg uit het geslacht Van Aefferden en dochter van jhr. Alphonsus Marie Hubertus Edmond van Aefferden (1891-1992). Haar vader was burgemeester van Geulle, eigenaar en bewoner van kasteel Geulle. Van Rijckevorsel kreeg met haar zes kinderen, onder wie jhr. Gijsbert J.K.M. van Rijckevorsel (1938) , jhr. Thomas A.G.M. van Rijckevorsel (1939),  jkvr. Ariane Octavie Marie Ghislaine van Rijckevorsel (1942), kunstschilderes. De laatste trouwde in 1968 met dr. Alphonsus Josephus Tonino (1942), orthopedisch chirurg, die van de grootvader van zijn vrouw kasteel Geulle kocht, en had als broer burgemeester jhr. mr. Reinder Floris Rudolph Maria van Rijckevorsel (1945) en jhr. Dennis C.L. M van Rijckevorsel (1947).